# Río Guadalimar
Der Río Guadalimar ist ein ca. 180 km langer Nebenfluss des Guadalquivir in den Provinzen Albacete und Jaén in Südostspanien.

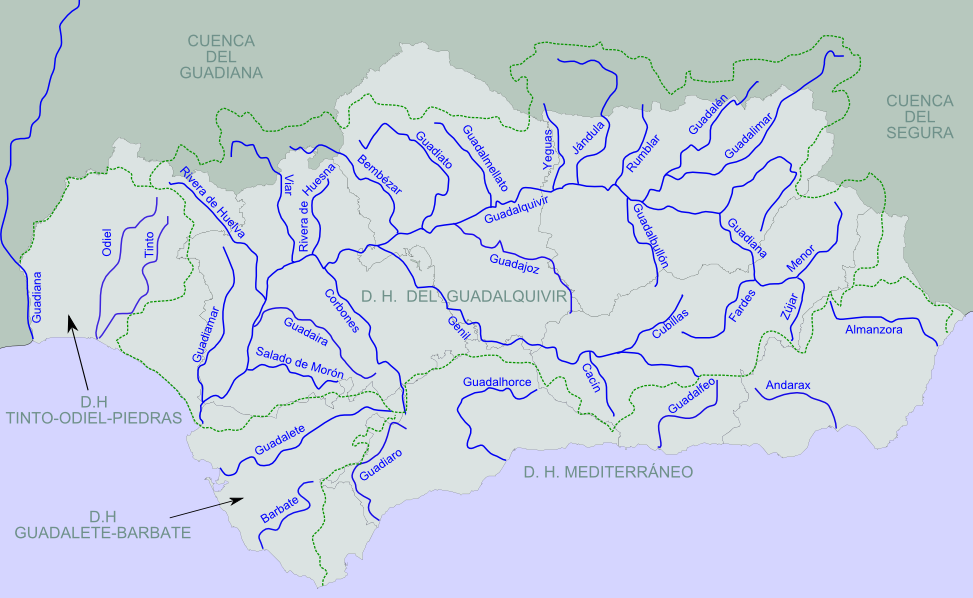
Flüsse in Andalusien

## Verlauf
Der Río Guadalimar (oder besser sein Quellbach Arroyo de Tejo) entspringt an der Südostflanke des 1769 m hohen Pico de la Sarga im Gebiet der Gemeinde (municipio) Villaverde de Guadalimar im Südwesten der Provinz Albacete. Anschließend durchfließt er in westlicher und südwestlicher Richtung die Provinz Jaén um schließlich ca. 5 km südlich von Jabalquinto bzw. östlich von Mengíbar in den Guadalquivir zu münden.

## Wassermenge
In früheren Zeiten waren die Uferzonen des Mittel- und Unterlaufs des Río Guadalimar stellenweise terrassiert und wurden landwirtschaftlich genutzt. Heute dient der Fluss streckenweise zur Bewässerung schier endloser Olivenplantagen.

## Nebenflüsse
Zahlreiche Bäche (arroyos) münden in den Río Guadalimar; die wichtigsten Nebenflüsse sind:
- Río Guadalmena
- Río Giribaile
- Río Guadalén

## Geschichte
Bereits die Römer und die Mauren kannten den Fluss; sie nannten ihn Tago oder Tugio bzw. الوادي الاحمر (= Wadi al-Ihmar). Vom Castillo de Giribaile aus kontrollierte man das Flusstal des Río Guadalimar. In den Jahren 1226/7 eroberten die Christen das Gebiet zurück (reconquista)

## Bilder

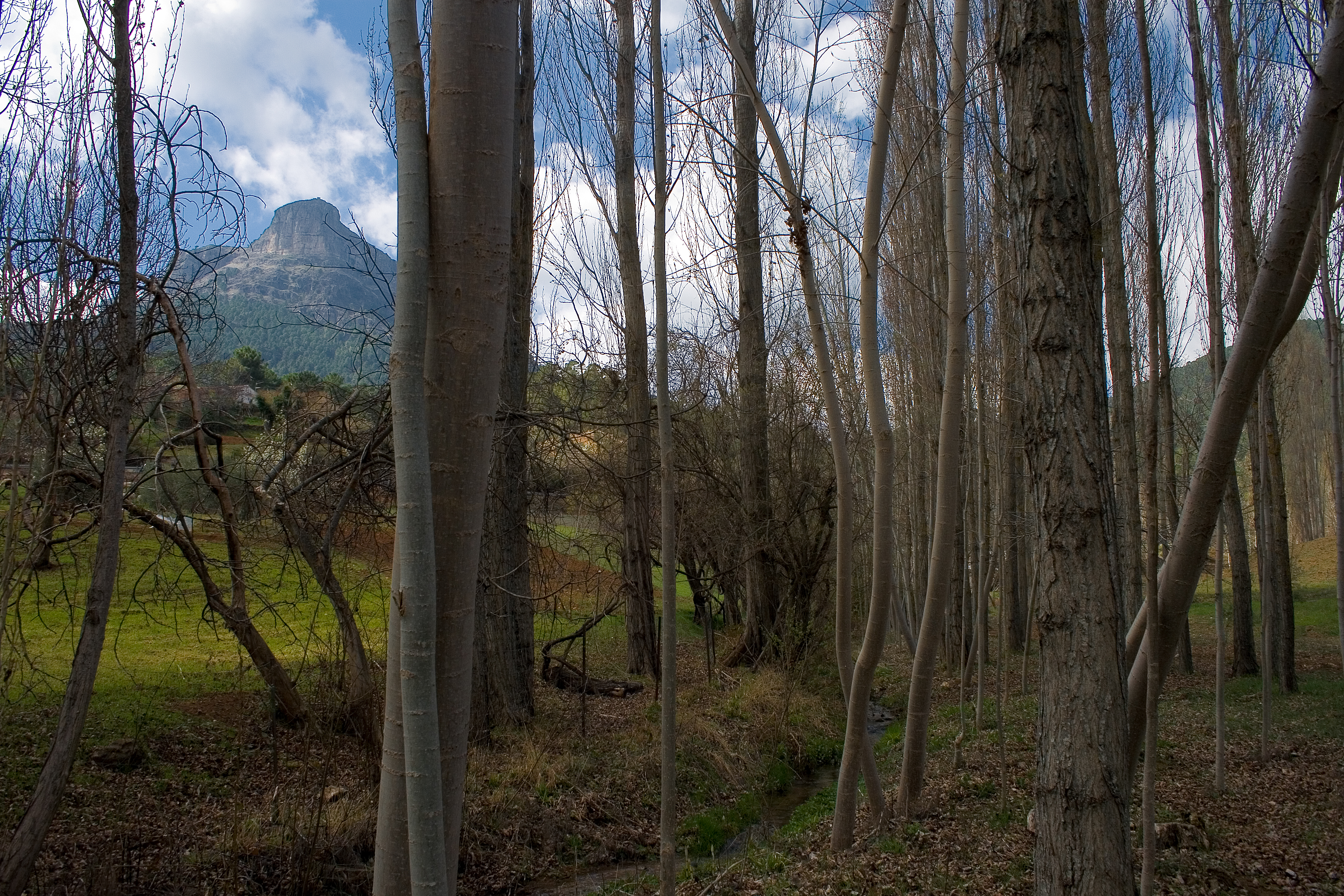
Quellgebiet des Río Guadalimar
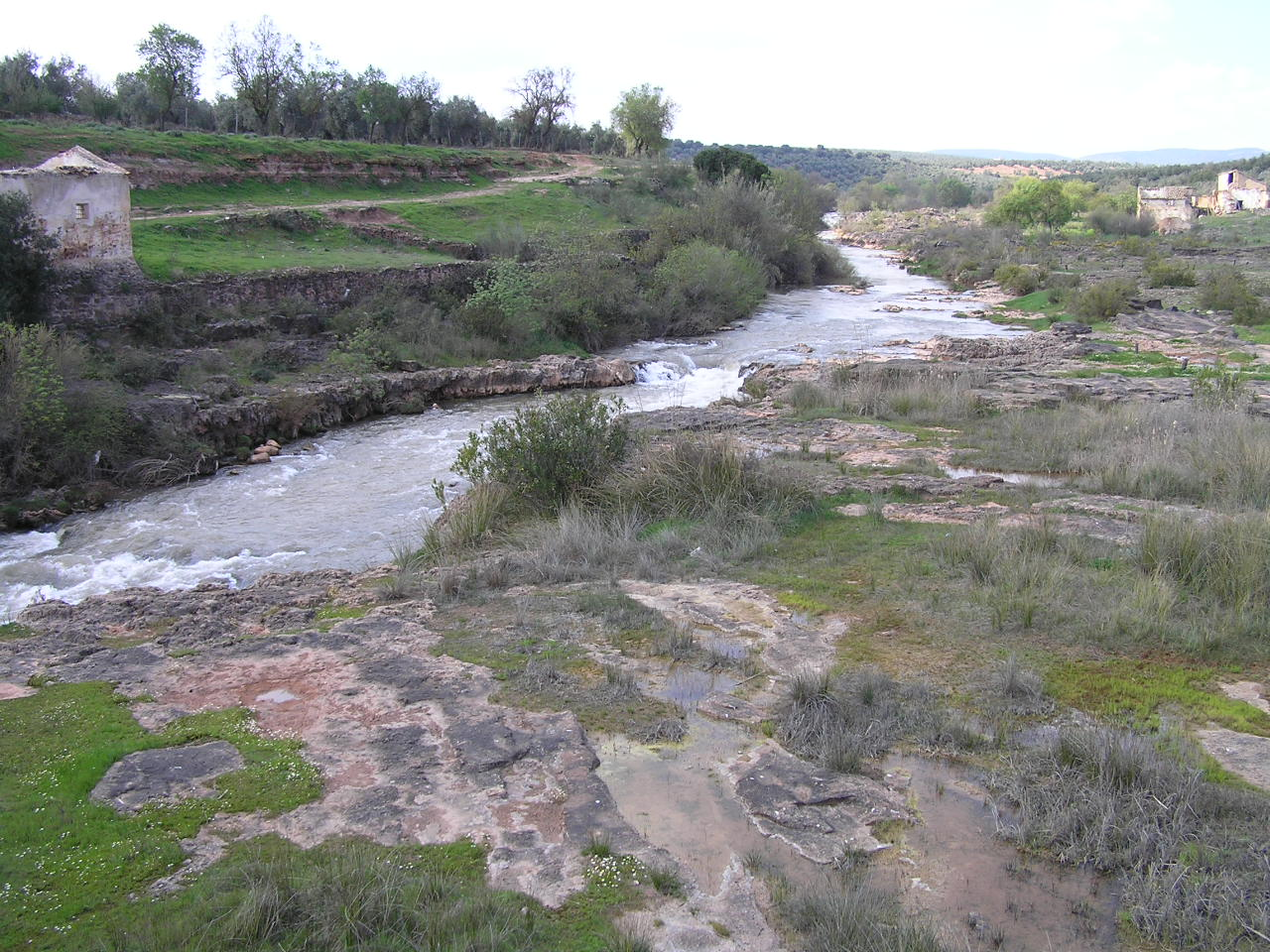
Alte Uferterrassen
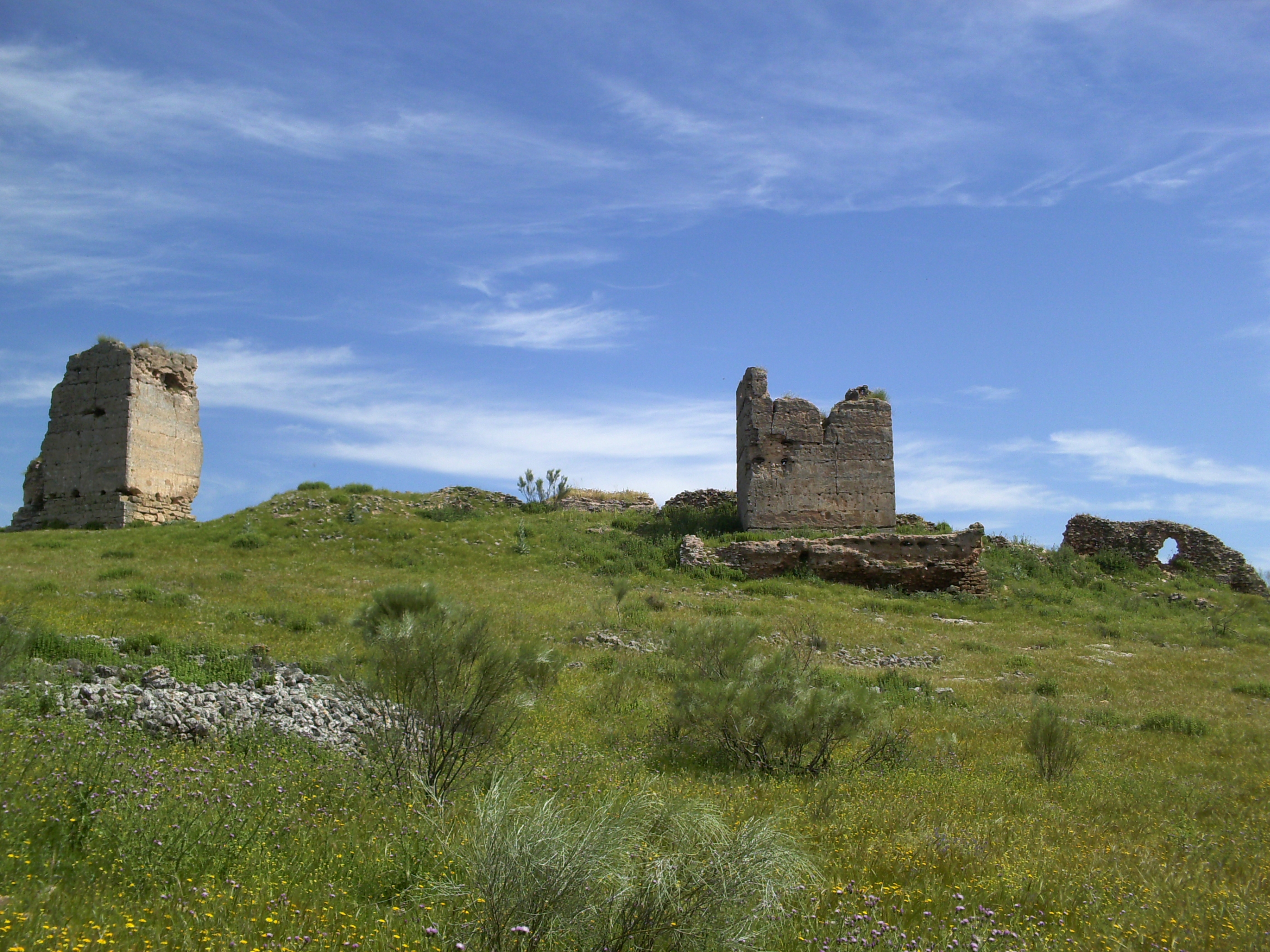
Ruinen des Castillo de Giribaile